# Guildhall School of Music and Drama
La Guildhall School of Music and Drama (GSMD) és una escola de música i arts dramàtiques fundada en 1880 a la ciutat de Londres, Gran Bretanya. La primera Guildhall School es trobava en un vell magatzem de Aldermanbury; no obstant això, aquestes instal·lacions aviat van quedar massa petites, per la qual cosa Sir Horace Jones, arquitecte de la City va dissenyar un edifici de nova planta al carrer John Carpenter, el qual va obrir les portes en 1886.
Amb anterioritat a 1935 va ser coneguda com la Guildhall School of Music.
En aquest centre fou professor de violí Henry Such. La GSMD ofereix cursos de graduat i postgraduat, col·labora (juntament amb el Trinity College of Music) com a centre públic examinador, i té un departament per a nens i joves.
Entre els seus graduats més notables es troben: Orlando Bloom, Owen Brannigan, Daniel Craig, Paul Daniel, Jacqueline du Pré, Jeillo Edwards, Alan Fleming-Baird, Tasmin Little, Benjamin Luxon, George Martin, Ewan McGregor, la cantant mexicana Jeanette Macari, la violinista Leticia Moreno, Liam Noble, Anne-Sofie von Otter, Felicity Palmer, Philip Pickett, William Primrose, la pianista Rosalind Runcie, el baríton Bryn Terfel, Al Weaver, Debbie Wiseman, Jonathan Ansell, Matthew Stiff, Mike Christie, Ben Thapa, Beatrice Chia i les cantants Stacey Kent i Louise Tucker.